# Carmen Caso
Carmen Rosa Caso Sierra (ur. 29 listopada 1981 w Santo Domingo na Dominikanie) – dominikańska siatkarka grająca na pozycji libero.
Obecnie występuje w drużynie Deportivo Nacional.